# 21e étape du Tour d'Espagne 2006
Pour un article plus général, voir Tour d'Espagne 2006.
La 21e étape du Tour d'Espagne 2006 a eu lieu le 17 septembre 2006 autour de la ville de Madrid sur une distance de 142 km. Elle a été remportée par l' Allemand Erik Zabel (Milram) qui devance le Norvégien Thor Hushovd (Crédit agricole) et le Suisse Aurélien Clerc (Phonak Hearing Systems). Le Kazakh Alexandre Vinokourov (Astana) conserve logiquement le maillot doré de leader du classement général à l'issue de l'étape et remporte l'épreuve devant l'Espagnol Alejandro Valverde (Caisse d'Épargne-Illes Balears) et son compatriote et coéquipier Andrey Kashechkin.

## Profil et parcours
Parcours totalement plat pour une étape aux allures de parade. Six tours de circuit dans le centre de Madrid précèderont une arrivée traditionnellement réservée aux sprinteurs.

## Déroulement

### Récit
Erik Zabel remporte sa seconde étape au sprint lors de cette Vuelta devant Thor Hushovd, vainqueur final du classement par points.

### Points distribués
| Premier   | Thor Hushovd Norvège    | 4 pts |
| Second    | Éric Leblacher France   | 2 pts |
| Troisième | Fabien Patanchon France | 1 pt  |

| Premier   | Daniel Moreno Espagne       | 4 pts |
| Second    | David George Afrique du Sud | 2 pts |
| Troisième | José Miguel Elias Espagne   | 1 pt  |

## Classement de l'étape
| \| Classement de l'étape \| Classement de l'étape \| Classement de l'étape \| Classement de l'étape \| Classement de l'étape \| \| Coureur \| Coureur \| Pays \| Équipe \| Temps \| \| --------------------- \| --------------------- \| --------------------- \| ---------------------- \| --------------------- \| \| 1er \| Erik Zabel \| Allemagne \| Team Milram \| 3 h 40 min 47 s \| \| 2e \| Thor Hushovd \| Norvège \| Crédit Agricole \| + 0 s \| \| 3e \| Aurélien Clerc \| Suisse \| Phonak Hearing Systems \| + 0 s \| \| 4e \| Robert Förster \| Allemagne \| Gerolsteiner \| + 0 s \| \| 5e \| Stuart O'Grady \| Australie \| CSC \| + 0 s \| \| 6e \| Francisco Ventoso \| Espagne \| Saunier Duval-Prodir \| + 0 s \| \| 7e \| Fred Rodriguez \| États-Unis \| Davitamon-Lotto \| + 0 s \| \| 8e \| Marco Velo \| Italie \| Team Milram \| + 0 s \| \| 9e \| Claudio Corioni \| Italie \| Lampre-Fondital \| + 0 s \| \| 10e \| Davide Viganò \| Italie \| Quick Step-Innergetic \| + 0 s \| |                   |            |                        |                 |
| |                   |            |                        |                 |
| |                   |            |                        |                 |
| Classement de l'étape |                   |            |                        |                 |
| Coureur | Coureur           | Pays       | Équipe                 | Temps           |
| 1er | Erik Zabel        | Allemagne  | Team Milram            | 3 h 40 min 47 s |
| 2e | Thor Hushovd      | Norvège    | Crédit Agricole        | + 0 s           |
| 3e | Aurélien Clerc    | Suisse     | Phonak Hearing Systems | + 0 s           |
| 4e | Robert Förster    | Allemagne  | Gerolsteiner           | + 0 s           |
| 5e | Stuart O'Grady    | Australie  | CSC                    | + 0 s           |
| 6e | Francisco Ventoso | Espagne    | Saunier Duval-Prodir   | + 0 s           |
| 7e | Fred Rodriguez    | États-Unis | Davitamon-Lotto        | + 0 s           |
| 8e | Marco Velo        | Italie     | Team Milram            | + 0 s           |
| 9e | Claudio Corioni   | Italie     | Lampre-Fondital        | + 0 s           |
| 10e | Davide Viganò     | Italie     | Quick Step-Innergetic  | + 0 s           |

## Classement général
| \| Classement général \| Classement général \| Classement général \| Classement général \| Classement général \| \| Coureur \| Coureur \| Pays \| Équipe \| Temps \| \| ------------------ \| -------------------------- \| ------------------ \| ------------------------------- \| ------------------ \| \| 1er \| Alexandre Vinokourov \| Kazakhstan \| Astana \| 81 h 23 min 07 s \| \| 2e \| Alejandro Valverde \| Espagne \| Caisse d'Épargne-Illes Balears \| + 1 min 12 s \| \| 3e \| Andrey Kashechkin \| Kazakhstan \| Astana \| + 3 min 12 s \| \| 4e \| Carlos Sastre \| Espagne \| CSC \| + 3 min 35 s \| \| 5e \| José Ángel Gómez Marchante \| Espagne \| Saunier Duval-Prodir \| + 6 min 51 s \| \| 6e \| Tom Danielson \| États-Unis \| Discovery Channel \| DQ \| \| 7e \| Samuel Sánchez \| Espagne \| Euskaltel-Euskadi \| + 8 min 26 s \| \| 8e \| Vladimir Karpets \| Russie \| Caisse d'Épargne-Illes Balears \| + 10 min 36 s \| \| 9e \| Manuel Beltrán \| Espagne \| Discovery Channel \| + 10 min 47 s \| \| 10e \| Luis Pérez Rodríguez \| Espagne \| Cofidis-Le Crédit par Téléphone \| + 11 min 32 s \| |                            |            |                                 |                  |
| |                            |            |                                 |                  |
| |                            |            |                                 |                  |
| Classement général |                            |            |                                 |                  |
| Coureur | Coureur                    | Pays       | Équipe                          | Temps            |
| 1er | Alexandre Vinokourov       | Kazakhstan | Astana                          | 81 h 23 min 07 s |
| 2e | Alejandro Valverde         | Espagne    | Caisse d'Épargne-Illes Balears  | + 1 min 12 s     |
| 3e | Andrey Kashechkin          | Kazakhstan | Astana                          | + 3 min 12 s     |
| 4e | Carlos Sastre              | Espagne    | CSC                             | + 3 min 35 s     |
| 5e | José Ángel Gómez Marchante | Espagne    | Saunier Duval-Prodir            | + 6 min 51 s     |
| 6e | Tom Danielson              | États-Unis | Discovery Channel               | DQ               |
| 7e | Samuel Sánchez             | Espagne    | Euskaltel-Euskadi               | + 8 min 26 s     |
| 8e | Vladimir Karpets           | Russie     | Caisse d'Épargne-Illes Balears  | + 10 min 36 s    |
| 9e | Manuel Beltrán             | Espagne    | Discovery Channel               | + 10 min 47 s    |
| 10e | Luis Pérez Rodríguez       | Espagne    | Cofidis-Le Crédit par Téléphone | + 11 min 32 s    |

Tom Danielson, a été déclassé par l'UCI en 2012.

## Classements annexes
| Classement par points | Classement par points | Classement par points | Classement par points          | Classement par points |
| Coureur               | Coureur               | Pays                  | Équipe                         | Points                |
| --------------------- | --------------------- | --------------------- | ------------------------------ | --------------------- |
| 1er                   | Thor Hushovd          | Norvège               | Crédit Agricole                | 199 pts               |
| 2e                    | Alexandre Vinokourov  | Kazakhstan            | Astana                         | 163 pts               |
| 3e                    | Alejandro Valverde    | Espagne               | Caisse d'Épargne-Illes Balears | 147 pts               |
| 4e                    | Samuel Sánchez        | Espagne               | Euskaltel-Euskadi              | 107 pts               |
| 5e                    | Erik Zabel            | Allemagne             | Team Milram                    | 104 pts               |

| Classement par points | Classement par points | Classement par points | Classement par points          | Classement par points |
| Coureur               | Coureur               | Pays                  | Équipe                         | Points                |
| --------------------- | --------------------- | --------------------- | ------------------------------ | --------------------- |
| 1er                   | Thor Hushovd          | Norvège               | Crédit Agricole                | 199 pts               |
| 2e                    | Alexandre Vinokourov  | Kazakhstan            | Astana                         | 163 pts               |
| 3e                    | Alejandro Valverde    | Espagne               | Caisse d'Épargne-Illes Balears | 147 pts               |
| 4e                    | Samuel Sánchez        | Espagne               | Euskaltel-Euskadi              | 107 pts               |
| 5e                    | Erik Zabel            | Allemagne             | Team Milram                    | 104 pts               |

| Classement de la montagne | Classement de la montagne | Classement de la montagne | Classement de la montagne      | Classement de la montagne |
| Coureur                   | Coureur                   | Pays                      | Équipe                         | Points                    |
| ------------------------- | ------------------------- | ------------------------- | ------------------------------ | ------------------------- |
| 1er                       | Egoi Martínez             | Espagne                   | Discovery Channel              | 129 pts                   |
| 2e                        | Pietro Caucchioli         | Italie                    | Crédit Agricole                | 117 pts                   |
| 3e                        | Alejandro Valverde        | Espagne                   | Caisse d'Épargne-Illes Balears | 98 pts                    |
| 4e                        | Andrey Kashechkin         | Kazakhstan                | Astana                         | 84 pts                    |
| 5e                        | Alexandre Vinokourov      | Kazakhstan                | Astana                         | 82 pts                    |

| Classement de la montagne | Classement de la montagne | Classement de la montagne | Classement de la montagne      | Classement de la montagne |
| Coureur                   | Coureur                   | Pays                      | Équipe                         | Points                    |
| ------------------------- | ------------------------- | ------------------------- | ------------------------------ | ------------------------- |
| 1er                       | Egoi Martínez             | Espagne                   | Discovery Channel              | 129 pts                   |
| 2e                        | Pietro Caucchioli         | Italie                    | Crédit Agricole                | 117 pts                   |
| 3e                        | Alejandro Valverde        | Espagne                   | Caisse d'Épargne-Illes Balears | 98 pts                    |
| 4e                        | Andrey Kashechkin         | Kazakhstan                | Astana                         | 84 pts                    |
| 5e                        | Alexandre Vinokourov      | Kazakhstan                | Astana                         | 82 pts                    |

| Classement du combiné | Classement du combiné      | Classement du combiné | Classement du combiné          | Classement du combiné |
| Coureur               | Coureur                    | Pays                  | Équipe                         | Points                |
| --------------------- | -------------------------- | --------------------- | ------------------------------ | --------------------- |
| 1er                   | Alexandre Vinokourov       | Kazakhstan            | Astana                         | 8 pts                 |
| 2e                    | Alejandro Valverde         | Espagne               | Caisse d'Épargne-Illes Balears | 8 pts                 |
| 3e                    | Andrey Kashechkin          | Kazakhstan            | Astana                         | 15 pts                |
| 4e                    | Carlos Sastre              | Espagne               | CSC                            | 21 pts                |
| 5e                    | José Ángel Gómez Marchante | Espagne               | Saunier Duval-Prodir           | 24 pts                |

| Classement du combiné | Classement du combiné      | Classement du combiné | Classement du combiné          | Classement du combiné |
| Coureur               | Coureur                    | Pays                  | Équipe                         | Points                |
| --------------------- | -------------------------- | --------------------- | ------------------------------ | --------------------- |
| 1er                   | Alexandre Vinokourov       | Kazakhstan            | Astana                         | 8 pts                 |
| 2e                    | Alejandro Valverde         | Espagne               | Caisse d'Épargne-Illes Balears | 8 pts                 |
| 3e                    | Andrey Kashechkin          | Kazakhstan            | Astana                         | 15 pts                |
| 4e                    | Carlos Sastre              | Espagne               | CSC                            | 21 pts                |
| 5e                    | José Ángel Gómez Marchante | Espagne               | Saunier Duval-Prodir           | 24 pts                |

| Classement par équipes | Classement par équipes         | Classement par équipes | Classement par équipes |
| Équipe                 | Équipe                         | Pays                   | Temps                  |
| ---------------------- | ------------------------------ | ---------------------- | ---------------------- |
| 1re                    | Discovery Channel              | États-Unis             | 243 h 41 min 42 s      |
| 2e                     | Caisse d'Épargne-Illes Balears | Espagne                | + 15 min 25 s          |
| 3e                     | Astana                         | Espagne                | + 25 min 33 s          |
| 4e                     | Euskaltel-Euskadi              | Espagne                | + 33 min 13 s          |
| 5e                     | CSC                            | Danemark               | + 52 min 56 s          |

| Classement par équipes | Classement par équipes         | Classement par équipes | Classement par équipes |
| Équipe                 | Équipe                         | Pays                   | Temps                  |
| ---------------------- | ------------------------------ | ---------------------- | ---------------------- |
| 1re                    | Discovery Channel              | États-Unis             | 243 h 41 min 42 s      |
| 2e                     | Caisse d'Épargne-Illes Balears | Espagne                | + 15 min 25 s          |
| 3e                     | Astana                         | Espagne                | + 25 min 33 s          |
| 4e                     | Euskaltel-Euskadi              | Espagne                | + 33 min 13 s          |
| 5e                     | CSC                            | Danemark               | + 52 min 56 s          |